# 寂寞拍賣師
《寂寞拍賣師》（英語：The Best Offer）是一部兼具浪漫與懸疑氛圍的文藝電影，由義大利導演朱賽貝·托納多雷編劇與執導，於2013年上映，主演有杰弗里·拉什、吉姆·史特格斯、希薇亞·荷克絲與唐纳德·萨瑟兰。观众对这部电影褒贬不一。
本片為托納多雷繼《海上鋼琴師》之後，所拍攝的第二部英語電影；本片由導演相隔20 多年的兩個靈感延伸組合而成。原本無法各自發展成電影的構想，在一時興起的嘗試下，意外結合出他一直尋尋覓覓的故事。配樂則由曾獲奧斯卡終身成就獎的作曲家顏尼歐·莫利克奈操刀，朱賽貝·托納多雷與顏尼歐·莫利克奈曾合作過多部電影，較廣為人知的有1988年的《新天堂樂園》、1998年的《海上鋼琴師》。

## 劇情
男主角是藝術拍賣界享譽盛名，但生活孤僻、神秘的拍賣師佛吉爾（杰弗里·拉什飾），除了擁有高度獨特品味、複雜的人格與近乎潔癖的生活模式，他還有一個秘密：一個收藏了數百幅各個時期女子肖像畫作的房間。而比利（唐纳德·萨瑟兰飾）一位不受佛吉爾青睞的藝術家，則是他長期的合作夥伴，用非正當的競標方式幫佛吉爾收藏他獨鍾的畫作。
一天，佛吉爾接到來自克蕾兒（希薇亞·荷克絲飾）的電話，請佛吉爾前往她從父母手中繼承的宅邸估價，估價的過程，克蕾兒三番兩次的缺席引起佛吉爾的不滿，卻也因此留下深刻的印象；從管家口中得知克蕾兒的古怪性情與長年足不出戶的生活後，佛吉爾在某次討論合約細節後，藏身在雕像後方企圖窺視克蕾兒的真面目，卻因此對有著美麗容貌的克蕾兒一見鍾情。
同時，佛吉爾在宅邸內陸續發現了一些引起他注意的的零件，在與機械維修師羅伯特（吉姆·史特格斯飾）拼湊這些零件的過程中，佛吉爾也將克蕾兒的故事說了出來，羅伯特因此成了佛吉爾的軍師與他所信任的對象。隨著相處的機會增加，克蕾兒也越來越信任佛吉爾，卻仍然無法面對她的恐懼離開宅邸，最後因佛吉爾在宅邸外遭到襲擊，克蕾兒為了解救佛吉爾終於跨出大門，佛吉爾也對克蕾兒敞開心房，向她展現了自己最寶貴的收藏。兩人即將一起生活，為了克蕾兒，佛吉爾打算引退離開拍賣界；在最後一場的拍賣會結束時，好友比利前來道賀並請佛吉爾務必欣賞自己的畫作，兩人擁抱後分開。佛吉爾回到住處時未見到克蕾兒，便帶著克蕾兒母親的畫作進到收藏室，卻看見了令人震驚的畫面：空無一物的牆面只剩下灰塵累積出的稜線，房間多出了羅伯特用佛吉爾在宅邸撿拾的零件拼湊而成的機器人，一邊演奏著音樂，一邊撥放著留聲機的錄音。
再次回到宅邸前，已是大門深鎖，佛吉爾在宅邸對面的咖啡店得知，宅邸的主人其實是片中經常出現，患有侏儒症且記憶力驚人的女孩「克蕾兒」。發現這一切都是一場騙局的佛吉爾，仍不斷嘗試尋找克蕾兒，甚至到了克蕾兒所說的餐廳「夜與日」，在齒輪與時鐘的運轉聲中等待克蕾兒的出現。最後，佛吉爾進到養護中心，只能不斷回憶這段真實又虛假，令人痛徹心扉的戀情。

## 角色
- 杰弗里·拉什 飾 佛吉爾（Virgil Oldman）
- 吉姆·史特格斯 飾 羅伯特（Robert）
- 希薇亞·荷克絲 飾 克蕾兒（Claire Ibbetson）
- 唐纳德·萨瑟兰 飾 比利（Billy Whistler）
- Philip Jackson 飾 Fred
- Dermot Crowley 飾 Lambert
- Liya Kebede 飾 Sarah
- Kiruna Stamell 飾 Nana

## 奖项
| Awards                 | Awards        | Awards                                      | Awards | Awards |
| 奖项                   | 类别          | 提名者                                      | 结果   |        |
| ---------------------- | ------------- | ------------------------------------------- | ------ | ------ |
| 第58届意大利电影金像奖 | 最佳电影      | 朱賽貝·托納多雷                             | 獲獎   |        |
| 第58届意大利电影金像奖 | 最佳导演      | 朱賽貝·托納多雷                             | 獲獎   |        |
| 第58届意大利电影金像奖 | 最佳剧本      | 朱賽貝·托納多雷                             | 提名   |        |
| 第58届意大利电影金像奖 | 最佳制片      | Isabella Cocuzza and Arturo Paglia          | 提名   |        |
| 第58届意大利电影金像奖 | 最佳摄影      | Fabio Zamarion                              | 提名   |        |
| 第58届意大利电影金像奖 | 最佳艺术设计  | Maurizio Sabatini and Raffaella Giovannetti | 獲獎   |        |
| 第58届意大利电影金像奖 | 最佳服装      | Maurizio Millenotti                         | 獲獎   |        |
| 第58届意大利电影金像奖 | 最佳化妆      | Luigi Rocchetti                             | 提名   |        |
| 第58届意大利电影金像奖 | 最佳发型      | Stefano Ceccarelli                          | 提名   |        |
| 第58届意大利电影金像奖 | 最佳剪辑      | Massimo Quaglia                             | 提名   |        |
| 第58届意大利电影金像奖 | 最佳音效      | Gilberto Martinelli                         | 提名   |        |
| 第58届意大利电影金像奖 | 最佳配乐      | 顏尼歐·莫利克奈                             | 獲獎   |        |
| 第58届意大利电影金像奖 | Youngs' David | 朱賽貝·托納多雷                             | 獲獎   |        |
| 第67屆銀緞帶獎         | 最佳导演      | 朱賽貝·托納多雷                             | 獲獎   |        |
| 第67屆銀緞帶獎         | 最佳制片      | Isabella Cocuzza and Arturo Paglia          | 獲獎   |        |
| 第67屆銀緞帶獎         | 最佳剧本      | 朱賽貝·托納多雷                             | 提名   |        |
| 第67屆銀緞帶獎         | 最佳摄影      | Fabio Zamarion                              | 提名   |        |
| 第67屆銀緞帶獎         | 最佳艺术设计  | Maurizio Sabatini and Raffaella Giovannetti | 獲獎   |        |
| 第67屆銀緞帶獎         | 最佳服装      | Maurizio Millenotti                         | 獲獎   |        |
| 第67屆銀緞帶獎         | 最佳剪接      | Massimo Quaglia                             | 獲獎   |        |
| 第67屆銀緞帶獎         | 最佳音效      | Gilberto Martinelli                         | 提名   |        |
| 第67屆銀緞帶獎         | 最佳配乐      | 顏尼歐·莫利克奈                             | 獲獎   |        |
| 第53届意大利金球奖     | 最佳攝影      | Fabio Zamarion                              | 提名   |        |
| 第53届意大利金球奖     | 最佳音樂      | 顏尼歐·莫利克奈                             | 提名   |        |
| 第26届欧洲电影奖       | 最佳影片      | 朱賽貝·托納多雷                             | 提名   |        |
| 第26届欧洲电影奖       | 最佳导演      | 朱賽貝·托納多雷                             | 提名   |        |
| 第26届欧洲电影奖       | 最佳编剧      | 朱賽貝·托納多雷                             | 提名   |        |
| 第26届欧洲电影奖       | 最佳配乐      | 顏尼歐·莫利克奈                             | 獲獎   |        |
| 第26届欧洲电影奖       | 人们选择奖    | 朱賽貝·托納多雷                             | 提名   |        |

## 外部連結
- 互联网电影数据库（IMDb）上《The Best Offer》的资料（英文）
- 爛番茄上《The Best Offer》的資料（英文）
- AllMovie上《寂寞拍賣師》的资料（英文）